# Велике Болдино
Велике Болдино (рос. Большое Болдино) — село в Большеболдинському районі Нижньогородської області Російської Федерації.
Населення становить 5074 особи. Входить до складу муніципального утворення Большеболдинська сільрада.

## Історія
Від 2009 року входить до складу муніципального утворення Большеболдинська сільрада.

## Населення
| 1959 | 1970  | 1979  | 1989  | 1999  | 2002  | 2010  |
| ---- | ----- | ----- | ----- | ----- | ----- | ----- |
| 2503 | ↗2864 | ↗3403 | ↗4432 | ↗4762 | ↗4919 | ↗5074 |